# Герасимов, Павел Иванович
Па́вел Ива́нович Гера́симов (июнь 1915 — 1991) — советский дипломат. Чрезвычайный и полномочный посол.

## Биография
Член РКП(б). Окончил Ленинградский индустриальный институт (1939). На дипломатической работе с 1945 года.
- В 1945—1946 годах — сотрудник центрального аппарата НКИД СССР.
- В 1946—1949 годах — сотрудник миссии СССР в Швейцарии.
- В 1949—1951 годах — сотрудник центрального аппарата МИД СССР.
- В 1951—1953 годах — на ответственной работе в центральном аппарате МИД СССР.
- В 1953—1954 годах — заместитель заведующего Отделом стран Ближнего и Среднего Востока МИД СССР.
- В 1954—1958 годах — советник посольства СССР в Египте.
- В 1958—1959 годах — советник посольства СССР в ОАР.
- С 10 марта 1959 по 2 января 1960 года — чрезвычайный и полномочный посол СССР в Гвинее[1].
- В 1960—1961 годах — заместитель заведующего отделом стран Ближнего Востока МИД СССР.
- С 28 июня 1961 по 29 сентября 1962 года — чрезвычайный и полномочный посол СССР в Люксембурге[2].
- С 29 сентября 1962 по 25 марта 1967 года — чрезвычайный и полномочный посол СССР в Бельгии[3].
- В 1967—1970 годах — на ответственной работе в центральном аппарате МИД СССР.
- В 1970—1973 годах — начальник Управления кадров МИД СССР, член Коллегии МИД СССР.
- С 29 марта 1973 по 15 октября 1977 года — чрезвычайный и полномочный посол СССР в Швейцарии[4].

## Награды и звания
Награждён орденом Трудового Красного Знамени (22 октября 1971), орденом Дружбы народов (16 июня 1975), медалями.